# The Equalizer 3
The Equalizer 3 (bra: O Protetor: Capítulo Final; prt: The Equalizer 3: Capítulo Final) é um filme de ação e thriller americano dirigido por Antoine Fuqua. É o terceiro filme da franquia sendo sequência de The Equalizer (2014) e The Equalizer 2 (2018), que foi baseado na série de TV de mesmo nome. O filme é estrelado por Denzel Washington e Dakota Fanning, sendo a segunda vez em que ambos contracenam juntos após Chamas da Vingança. Segue-se o fuzileiro naval aposentado dos EUA e ex-oficial do DIA Robert McCall enfrentando a Camorra na Sicília. O filme é a quinta colaboração entre Washington e Fuqua; para além da franquia, colaborou em Training Day (2001) e The Magnificent Seven (2016).
O filme foi lançado em 1º de setembro de 2023, pela Sony Pictures Releasing.

## Elenco
- Denzel Washington como Robert McCall
- Dakota Fanning como Emma Collins
- Eugenio Mastrandrea como Gio Bonucci
- David Denman como Frank Conroy
- Gaia Scodellaro como Aminah
- Remo Girone como Enzo Arizio
- Andrea Scarduzio como Vincent Quaranta
- Andrea Dodero como Marco Quaranta
- Daniele Perrone como Angelo
- Sonia Ben Ammar como Chiara Bonucci
- Dea Lanzaro como Gabriella Bonucci
- Alessandro Pess como Viking
- Bruno Billotta como Lorenzo Vitale
- Salvatore Ruocco como Vincent's Man

## Produção

### Desenvolvimento
Em agosto de 2018, Antoine Fuqua anunciou seus planos de continuar a série de filmes. O cineasta manifestou interesse na trama ocorrendo em um cenário internacional.
Em janeiro de 2022, um terceiro filme foi oficialmente confirmado em desenvolvimento, com Denzel Washington retornando ao papel titular. Em junho de 2022, Dakota Fanning foi anunciada como escalada também.

### Filmagens
As filmagens principais começaram em 10 de outubro de 2022 na Costa Amalfitana, na Itália. As filmagens continuaram na região até 20 de novembro, onde se mudaram para Nápoles no início de dezembro, antes de encerrar a produção em janeiro de 2023, em Roma. Fuqua voltou a atuar como diretor, com Washington anunciando que seria o próximo filme que ele filmaria.

## Lançamento
The Equalizer 3 foi lançado em 1.º de setembro de 2023, pela Sony Pictures Releasing.

## Futuro
Em agosto de 2023, o realizador da franquia, Antoine Fuqua, manifestou o desejo de retornar à direção, caso Denzel Washington estivesse interessado em reprisar seu papel. Na ocasião, Fuqua mencionou a possibilidade de explorar a tecnologia de IA para rejuvenescer o ator, num possível enredo sobre as origens de Robert McCall. Em 2024, durante a promoção de Gladiador II, Denzel Washington contou, em entrevista à revista Esquire, que a série The Equalizer seguiria com dois novos filmes, em vez de apenas um.